# بيرثولد أولمان
بيرثولد أولمان (بالإنجليزية: Berthold Ullman)‏ هو عالم لغوي كلاسيكي أمريكي، ولد في 18 أغسطس 1882 في شيكاغو في الولايات المتحدة، وتوفي في 26 يونيو 1965 في روما في إيطاليا.